# 1944 w sztukach plastycznych
Wydarzenia w sztukach plastycznych i wizualnych w 1944 roku.

## Malarstwo
- Arshile Gorky

Wątroba jest grzebieniem koguta
Bez tytułu
- Antoni Tàpies

Autoportret
- Edward Hopper

Samotność – olej na płótnie
- Frida Kahlo

Złamana kolumna
- Francis Bacon

Trzy studia postaci na podstawie tematu Ukrzyżowania
- Marc Chagall

Przy pianiu koguta – olej na płótnie
Ślub – olej na płótnie
Zielone oko – olej na płótnie
- Clyfford Still

Nigdy (Jamais) – olej na płótnie, 165,2x82 cm

## Grafika
- Maurits Cornelis Escher

Spotkanie – litografia

## Rzeźba
- Asmundur Sveinsson

Piekielny jeździec

## Urodzeni
- 23 kwietnia – Anda Rottenberg, polska historyk sztuki, krytyczka i kuratorka wystaw
- 30 maja – Wojciech Krukowski (zm. 2014), polski historyk sztuki, kurator wystaw, współzałożyciel Akademii Ruchu
- 14 września – Rowena Morrill (zm. 2021), amerykańska malarka i ilustratorka

## Zmarli
- 23 stycznia – Edvard Munch (ur. 1863), norweski malarz i grafik uznawany za jednego z prekursorów ekspresjonizmu
- 1 lutego – Piet Mondrian (ur. 1872), malarz holenderski, jeden z prekursorów abstrakcjonizmu
- 21 października – Hilma af Klint (ur. 1862), szwedzka artystka, prekursorka abstrakcjonizmu
- 22 listopada - George Clausen (ur. 1852), brytyjski malarz i grafik
- 13 grudnia – Wassily Kandinsky (ur. 1866), rosyjski malarz, grafik i teoretyk sztuki, jeden z prekursorów abstrakcjonizmu
- Zofia Plewińska-Smidowiczowa (ur. 1888), polska malarka, graficzka, ilustratorka i rysowniczka